# Aubry-en-Exmes
Aubry-en-Exmes är en kommun i departementet Orne i regionen Normandie i nordvästra Frankrike. Kommunen ligger i kantonen Trun som tillhör arrondissementet Argentan. År 2018 hade Aubry-en-Exmes 323 invånare.

## Befolkningsutveckling
Antalet invånare i kommunen Aubry-en-Exmes
| Referens: INSEE |